# Herzegovina (Ottomaanse provincie)
De Provincie Herzegovina of Pasjaluk Herzegovina was een Ottomaanse provincie van 1462 tot 1851. De hoofdstad was Mostar. 

## Geschiedenis
De pasjaluk was aanvankelijk een sandjak van de Ottomaanse provincie Roemelië met als hoofdstad Foča. Later werd de sandjak overgeheveld naar de provincie Bosnië. In 1833 werd de sandjak Herzegovina afgescheiden van Bosnië en werd een zelfstandige provincie. Ali-paša Rizvanbegović, die in Herzegovina geboren was werd semionafhankelijke heerser (vizier). Na zijn dood in 1851 werd de provincie opgeheven en werd het territorium bij Bosnië gevoegd dat nu als nieuwe entiteit Bosnië en Herzegovina bestempeld werd. 